# Маматов Ігор Володимирович
І́гор Володи́мирович Маматов (нар. 5 липня 1970) — підполковник Збройних сил України, спеціаліст з протидії саморобним вибуховим пристроям 143-го Центру розмінування Збройних Сил України (Кам'янець-Подільський).

## З життєпису
2012 року перебував у складі українського миротворчого персоналу в Афганістані, спеціаліст з розмінування, працював разом із литовськими військовими в провінції Гор, злітно-посадкова смуга аеропорту міста Чагхчаран.
Станом на лютий 2017-го — заступник командира частини з випробувань, 143-й Центр розмінування Збройних Сил України, Кам'янець-Подільський.

## Нагороди
14 серпня 2014 року — за особисту мужність і героїзм, виявлені у захисті державного суверенітету та територіальної цілісності України, вірність військовій присязі під час російсько-української війни, відзначений — нагороджений орденом Богдана Хмельницького III ступеня.